# Авиационная артиллерийская установка

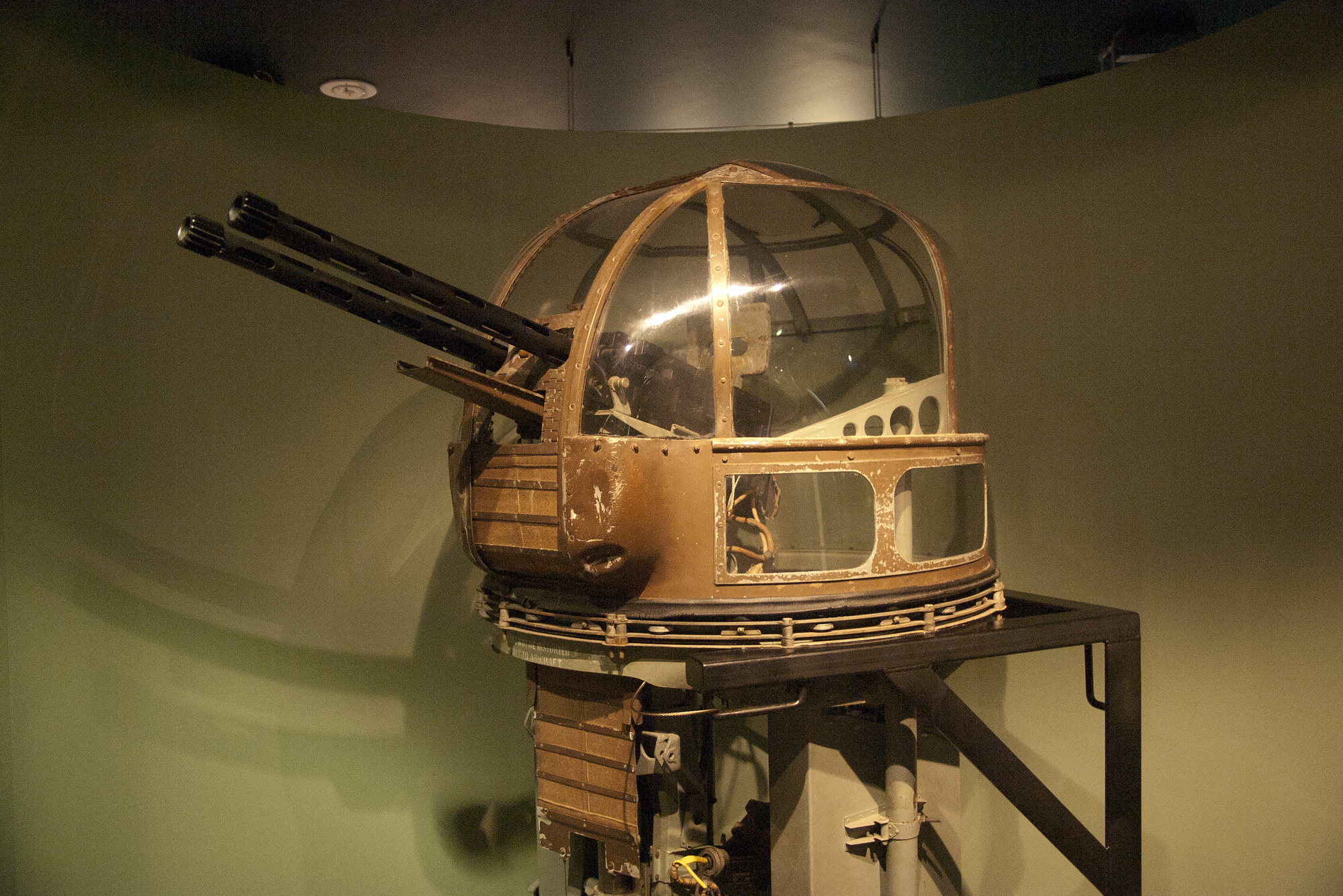
Верхняя задняя турель английского бомбардировщика и торпедоносца Bristol Beaufort

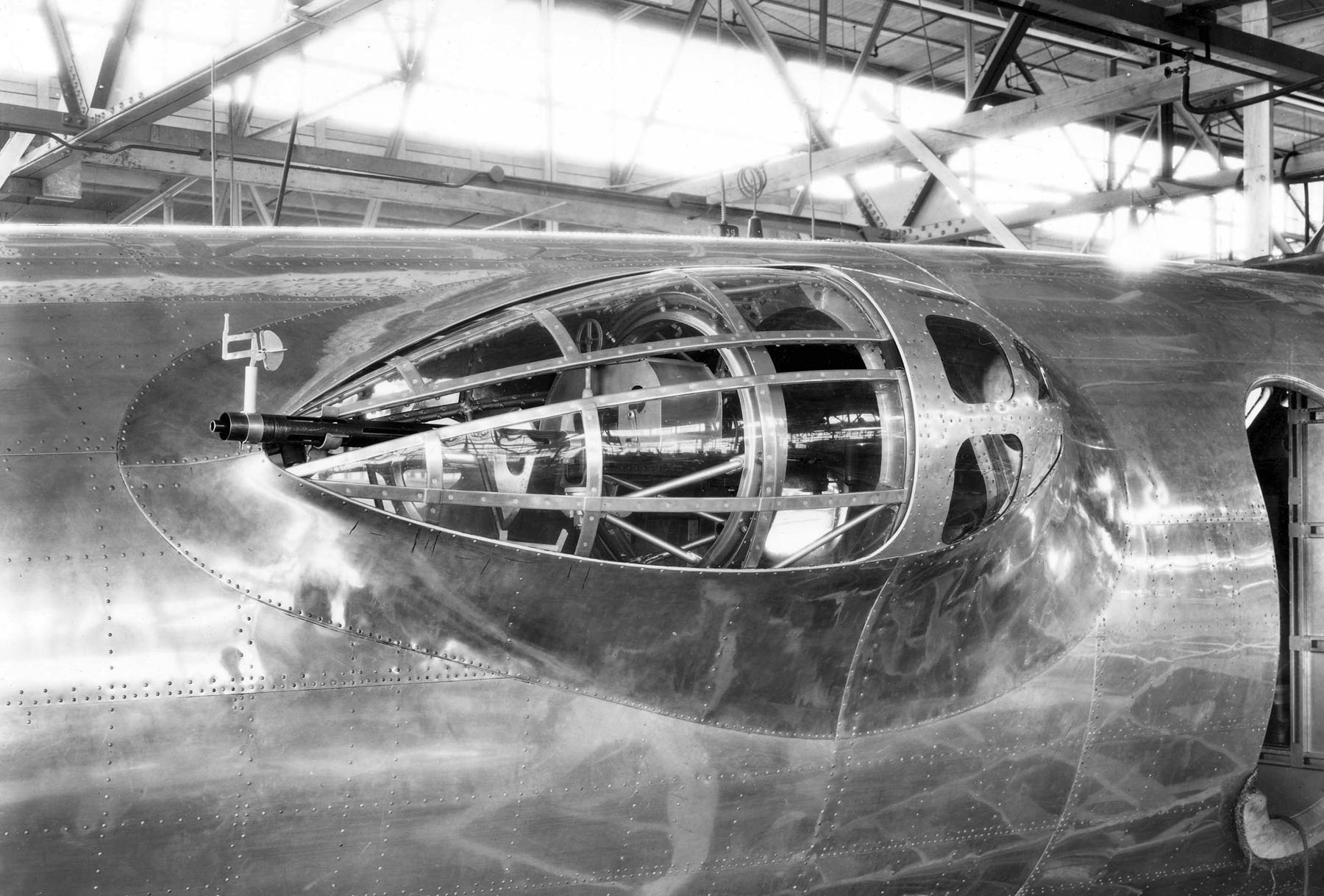
Блистер прототипа «Летающей крепости»

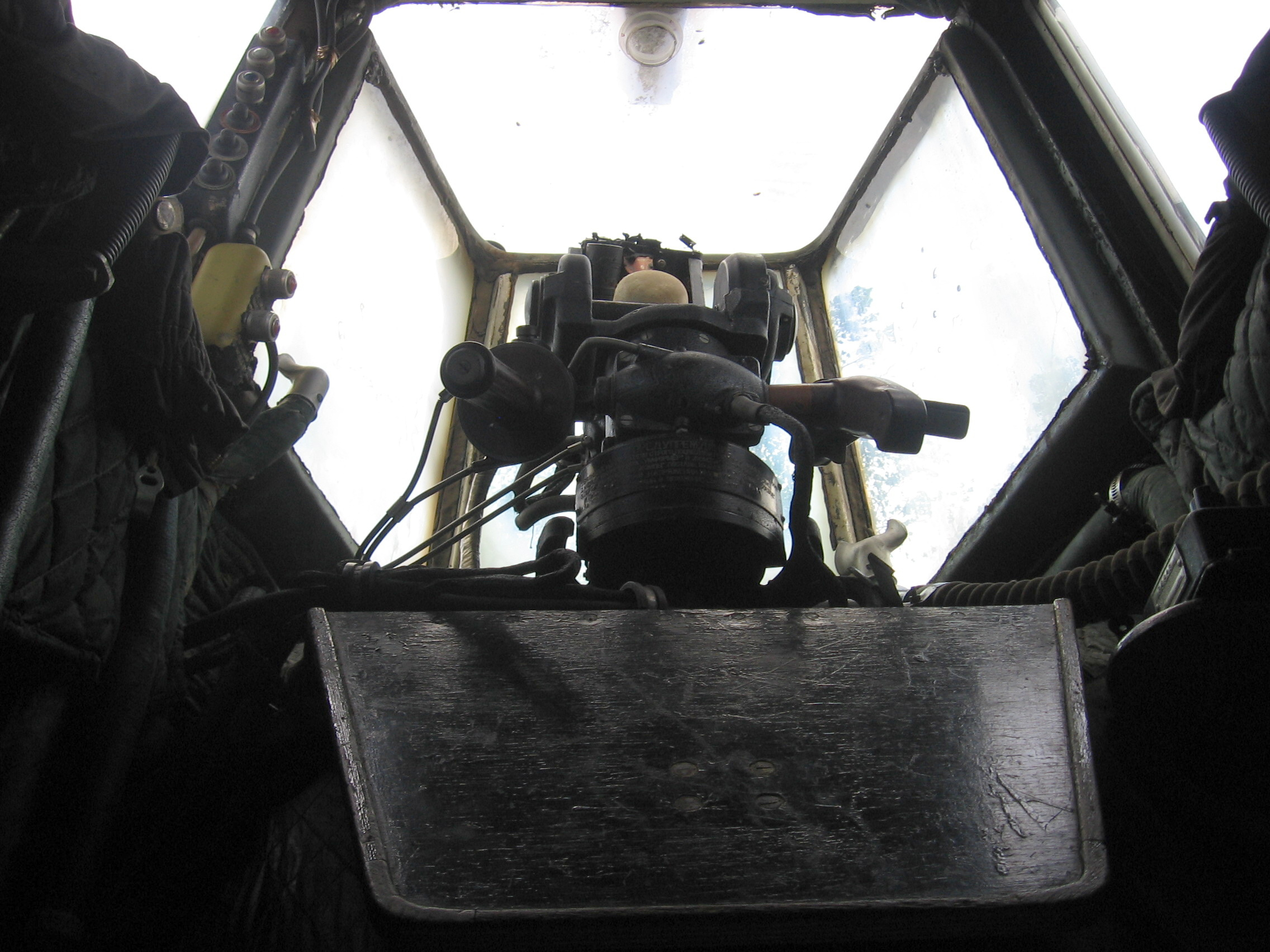
Внутри кормовой дистанционной установки Ил-28

Авиационные артиллерийские установки (ААУ), другое название — стрелково-пушечное вооружение (СПВ) летательных аппаратов  — совокупность систем и механизмов, расположенных на летательном аппарате (ЛА) и предназначенных для эффективного боевого применения и эксплуатации артиллерийского оружия.

## Классификация ААУ
ААУ классифицируются по следующим признакам:

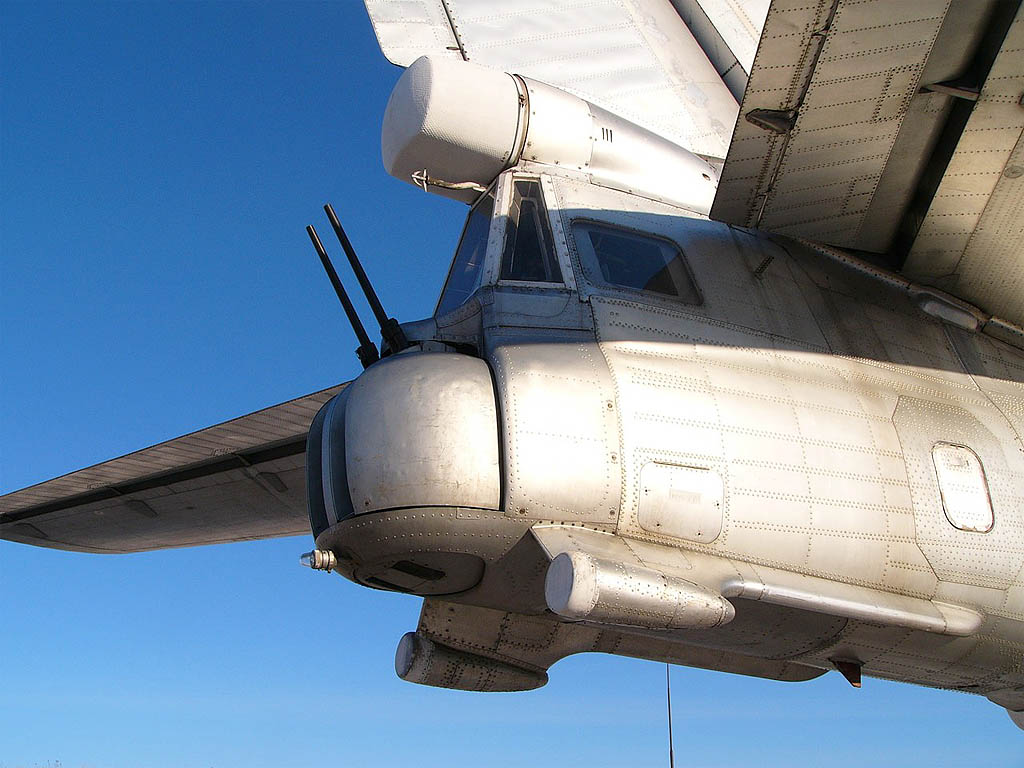
Кормовая установка с пушками АМ-23 Ту-95МС

- по типу ЛА (истребитель, бомбардировщик, и т. д.);
- по степени подвижности оружия;
  - неподвижные
  - подвижные
    - ограниченно-подвижные (с одной степенью свободы)
    - подвижные установки некругового вращения (носовые, кормовые, установки контейнерного типа)
    - подвижные установки кругового вращения (турельные установки)
    - установки кругового вращения башенного типа
- по месту расположения на ЛА
  - крыльевые
  - фюзеляжные
    - носовые
    - турельные
    - кормовые
- по способу крепления на ЛА
  - стационарные
  - съемные (контейнерные)
- по типу оружия
  - Пушки
  - Пулемёты
  - Гранатомёты

## Структурная схема ААУ

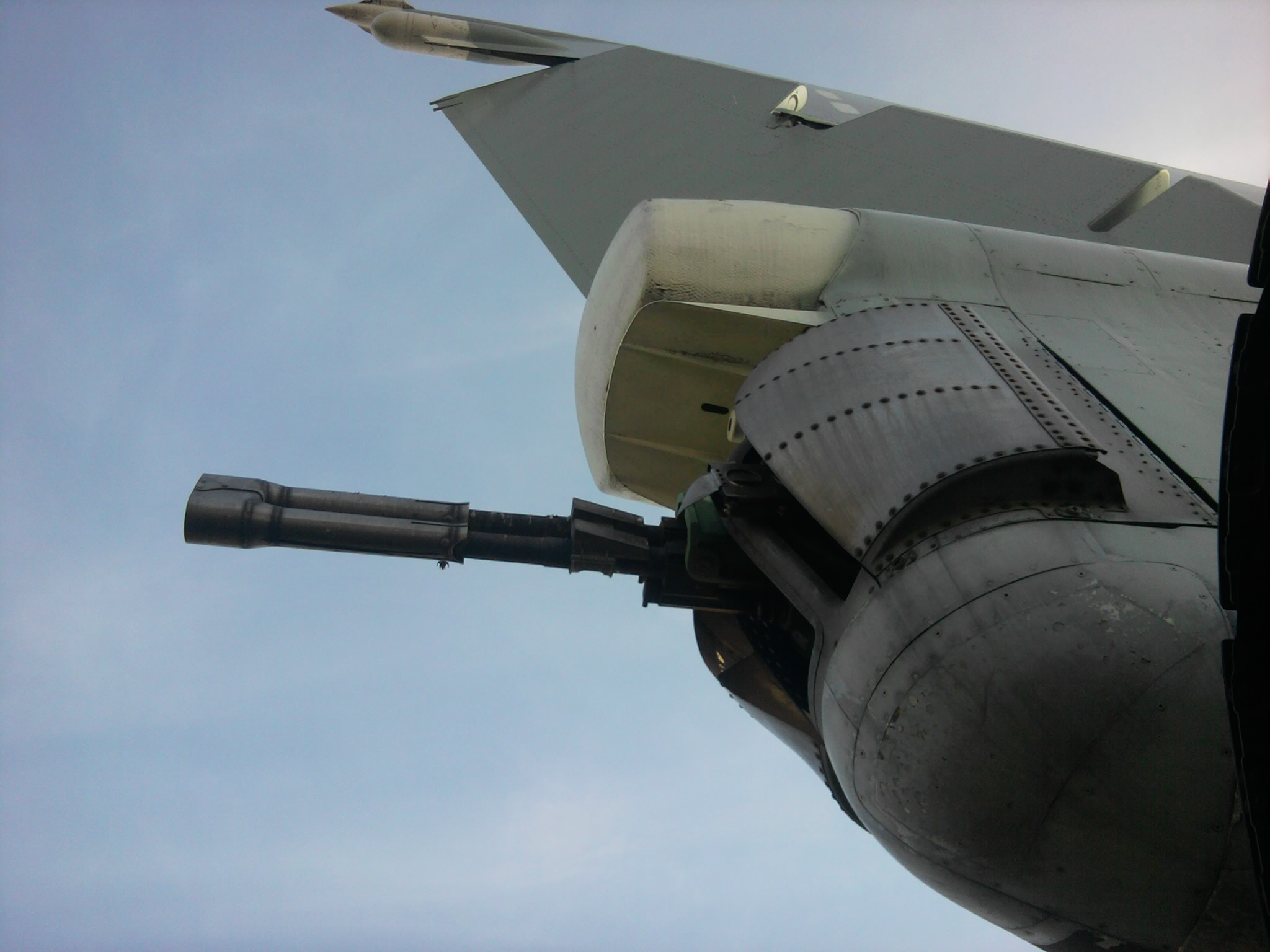
Дистанционная установка в корме Ту-22М. На стволы пушки ГШ-23 надет теплоизоляционный кожух.

- Система управления установкой (для подвижных ААУ)
  - Прицельная станция
  - Вычислитель стрельбы
  - Силовой привод для вращения установки
- Система питания
  - патронные ящики
  - рукава питания
  - гильзо-и звеньеотводы
  - гильзо и звеньесборники
  - механизмы подтяга патронной ленты
- Силовая система
  - узлы крепления оружия
  - лафет
  - основание
    - подвижное
    - неподвижное

  - силовая механическая передача
- Система управления стрельбой и перезарядкой
- Система вентиляции

В состав ААУ входят следующие устройства и системы: лафет, системы управления наводкой АСПВ, питания и управления огнём. Лафет — силовая конструкция, соединяющая оружие с ЛА. Лафет состоит из станка, узлов крепления к нему оружия и амортизатора,смягчающего силу отдачи. Система управления наводкой АСПВ, в которую входят измеритель рассогласования и силовой привод, управляет движением оружия в соответствии с данными прицела. Измеритель рассогласования состоит из датчика (контролирует угловое положение прицела) и приёмника  (контролирует угловое положение оружия). Если угловое положение прицела и оружия не согласовано, то измеритель подаёт сигнал на силовой привод, который разворачивает оружие в положение, согласованное с прицелом. Система питания включает патронные ящики, рукава питания, гильзо- и звеньеотводы и сборники. Система управления огнём предназначена для открытия и прекращения автоматической стрельбы, предохранения от прострела частей ЛА (профильные ограничители стрельбы и контурные механизмы обвода), экономного расходования боеприпасов (ограничители стрельбы при больших углах рассогласования между прицелом и оружием, концевые выключатели), учёта остающихся боеприпасов 
(счётчик патронов), включения в работу механизма перезаряжания оружия (автомат перезарядки). Некоторые новейшие образцы АСПВ имеют специальные программированные автоматические устройства для регулирования темпа стрельбы.

## Неподвижные ААУ
Неподвижные ААУ — установки, на которых оружие сохраняет своё положение, заданное ему при монтаже и при пристрелке.
На цель такое оружие наводится манёвром ЛА. Неподвижные ААУ устанавливаются на истребителях, истребителях-бомбардировщиках, штурмовиках и боевых вертолётах.
Основными системами неподвижной ААУ являются узлы крепления оружия к лафету, система питания, система управления стрельбой и перезарядкой. Для фиксации патронной ленты при укладке и транспортировке на всех установленных для данного типа ЛА режимах полёта применяются специальные фиксирующие устройства. Они не допускают растяжку или набегание патронной ленты при стрельбе.
Суть перезарядки оружия состоит в том, что воспроизводится цикл работы оружия не от выстрела, а от постороннего источника энергии.
В зависимости от типа оружия в ААУ применяются два типа систем перезарядки оружия: пневматическая и пиротехническая.
Первая является сложной пневматической системой, которая состоит из обратного клапана, редуктора, манометра, расширительного баллона, электропневмоклапана, переходного клапана и цилиндра перезарядки.
В последние годы большое распространение получила пиротехническая система перезарядки. Она обладает малой массой, высокой надёжностью и простотой конструкции и эксплуатации.
В системе вентиляции используется скоростной поток, который проникает в кольцевую полость между стволом и отверстием в передней кромке крыла, обмывает пушку и выходит в районе корневой части крыла.

## Подвижные ААУ
Подвижные ААУ обеспечивает ведение огня из установленного на ней оружия в различных направлениях относительно ЛА, позволяя тем самым заменить или дополнить манёвр ЛА манёвром огня. Наиболее сложное устройство имеют установки кругового вращения.